# Десвијасион лас Ајас (Алто Лусеро де Гутијерез Бариос)
Десвијасион лас Ајас (шп. Desviación las Hayas) насеље је у Мексику у савезној држави Веракруз у општини Алто Лусеро де Гутијерез Бариос. Насеље се налази на надморској висини од 30 м.

## Становништво
Према подацима из 2010. године у насељу су живела 4 становника.

### Хронологија
| Година       | 2000       | 2005 | 2010 |
| ------------ | ---------- | ---- | ---- |
| Становништво | 10 (3 / 7) | 6    | 4    |

### Попис
| # | Индикатор                     | Вредност |
| - | ----------------------------- | -------- |
| 1 | Укупно домаћинстава           | 2        |
| 2 | Укупно насељених домаћинстава | 2        |
| 3 | Величина локације             | 1        |